# Dmitrij Kabalevskij
Dmitrij Borisovič Kabalevskij, rusky Дмитрий Борисович Кабалевский (30. prosince 1904, Petrohrad – 14. února 1987, Moskva) byl ruský hudební skladatel, klavírista, hudební teoretik a pedagog. Tvořil opery, operety, symfonie, kantáty, klavírní koncerty, komorní skladby, scénickou i filmovou hudbu. Psal i hudbu pro děti a velmi se zajímal o hudební výchovu dětí, připravil i speciální výukový program pro 25 moskevských škol. V Rusku byly ceněny zejména jeho opery (Colas Breugnon, Tarasova rodina, Nikita Veršinin), na západě spíše jeho koncertní hudba. V českém prostředí byl dobře znám zejména pro svou hudbu k populárním sovětským filmům své doby (zejm. Odvážná školačka z roku 1948)
Jeho otec byl matematik a přál si, aby se Dmitrij orientoval stejně. Ten si však vyvzdoroval orientaci na umění (krom hudby i maloval a psal básně). Začal studovat na moskevské konzervatoři, kde ho hudební kompozici učil skladatel Nikolaj Jakovlevič Mjaskovskij, hru na piano pak Alexander Goldenweiser. Po studiích začal na konzervatoři i učit a roku 1932 se zde stal profesorem. Jeho žákem byl např. Leo Smit.
Roku 1940 vstoupil do Komunistické strany Sovětského svazu. Roku 1948 byl jedním ze skladatelů obviněných Andrejem Ždanovem z formalismu, ale díky svým dobrým kontaktům na mocenské špičky a postavení ve Svazu skladatelů byl ze Ždanovova seznamu vyškrtnut. Přijal poté nicméně principy tzv. socialistického realismu (na rozdíl od svého přítele Sergeje Prokofjeva) a byl velmi preferovaným autorem, získal mj. tři Stalinovy ceny (1946, 1949, 1950) a zastával řadu funkcionářských postů (roku 1967 se stal například prezidentem vědecké rady výuky estetiky na Akademii pedagogických věd).

## Filmová hudba
- 1934 - Petrohradská noc
- 1935 - Požár na dálném východě
- 1937 - Zori Pariža
- 1939 - Ščors
- 1948 - Odvážná školačka
- 1949 - Akademik Pavlov
- 1950 - Musorgskij
- 1953 - Nepřátelská tornáda - Felix Dzeržinskij
- 1955 - Děti volnosti
- 1957 - Sestry
- 1958 - Křížová cesta
- 1959 - Ponuré jitro